# Лебедь XII (самолёт)
Лебедь XII — российский самолёт-разведчик, производившийся во время Первой мировой войны для императорского воздушного флота. Первый в мире самолет-штурмовик. Это был один из немногих самолётов, которые были разработаны и выпущены в России во время войны. Его конструкция была основана на конструкции трофейных немецких самолётов. Фюзеляж представлял собой фанерную конструкцию прямоугольного сечения с сиденьями для пилота и наблюдателя, с открытым кокпитом. Крылья были построены вокруг соснового лонжерона и покрыты тканью, а оперение (хвостовое оперение) представляло собой каркас из сваренных стальных труб с тканевой обшивкой.

## Разработка
Испытательные полеты начались 28 декабря 1915 года, но были прерваны из-за плохой погоды в Санкт-Петербурге, где располагался завод Лебедева. Поэтому испытания были перенесены в Киев, а затем на Одесский завод «Анатра» 11-15 февраля 1916 года. Великий князь Александр Михайлович заказал 400 самолётов 23 февраля, но окончательный контракт — 225 самолётов, 245 комплектов запасных частей на общую сумму 5 153 500 рублей — был заключён 19 апреля.
Перед началом производства в конструкции был исправлен ряд отмеченных лётчиками-испытателями проблем, но появился новый комплекс проблем, вызванных изменением силовой установки. Прототипы летали с двигателями мощностью 130 л. с., но контракт на производство предусматривал в основном двигатели мощностью 150 л. с., а также учебные машины, оснащённые двигателями мощностью 140 л. с. Эти более тяжёлые силовые установки смещали центровку самолёта вперёд. Необходимо было решить эту проблему до октября, так как в октябре начинался заключительный цикл испытаний. Серийное производство началось в ноябре, и вскоре после этого первые самолёты поступили в эскадрильи.
Лебедь XII начал появляться на фронте в большом количестве в начале 1917 года, но проблемы быстро стали очевидны. В частности, произошёл ряд возгораний двигателей и аварий из-за конструктивных дефектов, вследствие чего поставки самолёта были приостановлены на время проведения расследования. Армейские лётчики-испытатели пришли к выводу, что вариант с более мощным двигателем непригоден для фронтовой службы, и рекомендовали использовать его для обучения, в то время как вариант с меньшей мощностью рассматривался как непригодный даже в учебных целях. Лебедев оспорил эти выводы, обвинив лётчиков-испытателей в неопытности, а также заявил, что во время проведения испытаний стояла плохая погода, которая и помешала самолёту достичь требуемых результатов. Поэтому было проведено повторное расследование. 2 октября 1917 года группа специалистов, проводивших повторное расследование, пришла к выводу, что Лебедь XII устарел и непригоден к эксплуатации, и рекомендовала прекратить его производство и полностью вывести из эксплуатации. Однако из-за нехватки самолётов производство продолжалось и в 1918 году, и в итоге в войска было поставлено 214 самолётов.

## Боевое применение
Лебедь XII использовался на Северном и Северо-западном участках фронта, им оснащались четыре авиадивизии 38-го корпуса 5-й армии. Однако самолёты, поставленные во второй половине 1917 года, шли в основном в учебные части. В их число входили Императорское авиационное училище, Гатчинское военное лётное училище, Одесское лётное училище, Киевская Военная школа лётчиков-наблюдателей и Кавказское лётное училище. Только в Красном Селе в школу военно-морской авиации поступило более 50 самолётов.

## Модификации
- Лебедь XII — основная модификация
- Лебедь XII bis — два самолёта, построенных с альтернативными двигателями
- Лебедь XIII — скоростная модификация, ожидаемая скорость 150 км/ч. Начало производства планировалось на март 1916 года, но ни один Лебедь XIII так и не был построен.

## Эксплуатанты
- Императорский военно-воздушный флот.
- ВВС Эстонии — только один самолёт.
- Советские ВВС — доставшиеся от императорского военно-воздушного флота.

## Характеристики

### Лётно-технические характеристики
Технические характеристики
- Экипаж: два человека: пилот и наблюдатель
- Длина: 7,96 м
- Размах крыла: 13,15 м
- Высота: 3,25 м
- Площадь крыла: 42,0 м2
- Масса пустого: 820 кг
- Масса снаряжённого: 1350 кг

Лётные характеристики
- Максимальная скорость: 135 км /ч
- Практическая дальность: 3 ч
- Практический потолок: 3500 м

Вооружение
- Стрелково-пушечное: 1 × турельный пулемёт для наблюдателя